# Глиф
Глиф је шара, графички облик, коју препознајемо као знак у одређеном систему писања. Тај знак може бити слово, цифра, интерпункцијски или специјални знак.
Каже се да је глиф спољашње лице карактера (слова, цифре, знака) док је унутрашње лице бинарна репрезентација са којом ради рачунар. Друга дефиниција је да је карактер појам представљен глифом.